# Coronda Lake
Der Coronda Lake ist ein See auf Südgeorgien im Südatlantik. Er liegt nordöstlich des Coronda Peak und südöstlich der Hercules Bay in der Busen-Region.
Das UK Antarctic Place-Names Committee benannte ihn 2013 in Anlehnung an die Benennung des gleichnamigen Bergs. Dessen Namensgeber ist die SS Coronda,  deren Kapitän die Arbeiten der Vermessungsteams der britischen Discovery Investigations im Jahr 1928 unterstützt hatte.